# Josef Kalina (pilote)
Pas d'image ? Cliquez ici
Josef Kalina est un copilote tchèque de rallye-raid né le 14 juillet 1949 à Prague. Il est vainqueur en catégorie camion du Rallye Dakar 1994, 1999 et 2001 en tant que copilote de son compatriote Karel Loprais.

## Biographie
Josef Kalina a reconnu à la toute fin de l'année 2021, au décès de son ancien compatriote Karel Loprais « qu'il perdait un ami non conflictuel, et un demi-frère du Dakar ».

## Palmarès

### Résultats au Paris-Dakar
| Année | Catégorie | Constructeur   | Position           | Victoires d'étape | Pilote             |
| ----- | --------- | -------------- | ------------------ | ----------------- | ------------------ |
| 1990  | Camion    | Tatra          | 4e                 |                   | Karel Loprais      |
| 1991  | Camion    | Tatra          | 4e                 |                   | Karel Loprais      |
| 1992  | Camion    | Tatra          | 3e                 |                   | Karel Loprais      |
| 1993  | Camion    | KamAZ          | 7e                 | Ota Měřínský      |                    |
| 1994  | Camion    | Tatra          | 1er                | Karel Loprais     |                    |
| 1999  | Camion    | Tatra          | 1er                | Karel Loprais     | 1                  |
| 2000  | Camion    | Tatra          | 6e                 | -                 | Bedrich Sklenovsky |
| 2001  | Camion    | Tatra          | 1er                | 8                 | Karel Loprais      |
| 2002  | Camion    | Tatra          | 2e                 | 1                 | Karel Loprais      |
| 2003  | Camion    | Tatra          | Abd. (11éme étape) | 1                 | Karel Loprais      |
| 2004  | Camion    | Tatra          | 8e                 | 1                 | Karel Loprais      |
| 2005  | Camion    | Tatra          | Abd. (10éme étape) | -                 | Karel Loprais      |
| 2006  | Camion    | Tatra          | Abd. (12éme étape) | -                 | Karel Loprais      |
| 2010  | Camion    | LIAZ           | 4e                 | -                 | Martin Macík       |
| 2011  | Camion    | Tatra          | Abd.               | -                 | Karel Loprais      |
| 2012  | Camion    | Tatra          | Abd. (9éme étape)  | 1                 | Karel Loprais      |
| 2014  | Camion    | KM Racing Team | Abd.               | -                 | Jaroslav Valtr     |
| 2016  | Camion    | Tatra          | 8e                 | -                 | Jaroslav Valtr     |
| 2018  | Camion    | Tatra          | 12e                | -                 | Martin Šoltys      |
| 2022  | Classic   | Tatra          | 90e                | -                 | Radovan Kazarka    |
| 2023  | Classic   | Tatra          | 16e                | -                 | Radovan Kazarka    |

### Autre
- Baja Aragón 2009 : vainqueur en tant que copilote de Martin Macík